# Liste der Stolpersteine in Meran

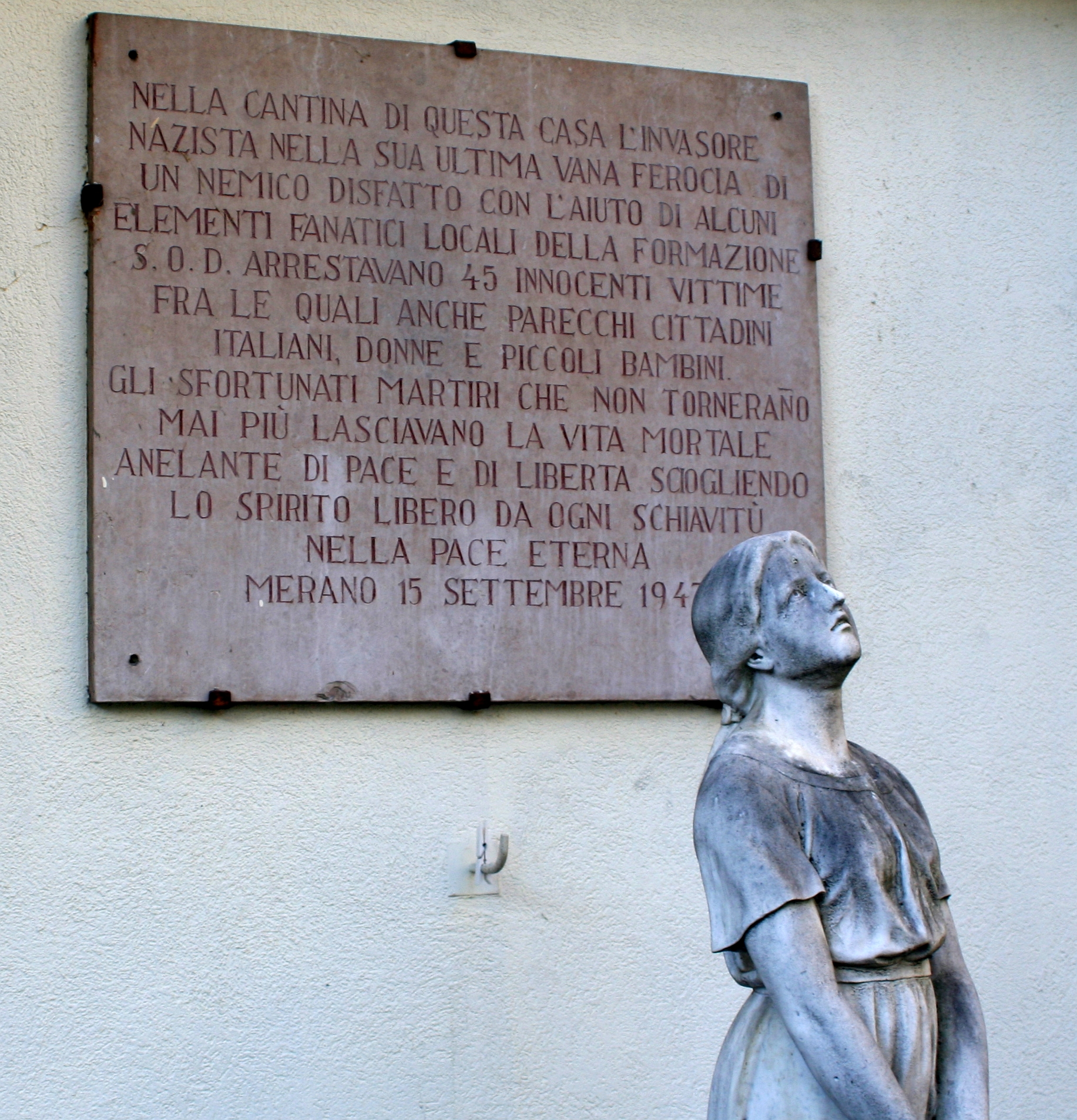
Denkmal im Hof des ehem. Balilla Hauses, Otto-Huber-Straße 36, Meran

Die Liste der Stolpersteine in Meran enthält sämtliche Stolpersteine, die im Rahmen des gleichnamigen Kunst-Projektes von Gunter Demnig am 19. und 20. Mai 2012 in Meran verlegt wurden. Sie sind den in Meran ansässigen Opfern des Nationalsozialismus gewidmet. Der Großteil der Stolpersteine ist den im September 1943 deportierten und ermordeten Juden der Stadt gewidmet.

## Hintergrund
Nach dem Sturz Mussolinis am 25. Juli 1943 marschierten am 1. August deutsche Truppen nach Oberitalien. Am 8. September begannen die Deutschen nach der Bekanntgabe des von der Regierung Badoglio unterzeichneten Waffenstillstandes mit den Alliierten auch in Südtirol mit der Entwaffnung der italienischen Streitkräfte und übernahmen de facto die Macht im Land. Zwei Tage danach wurde die Operationszone Alpenvorland instituiert, der auch Südtirol angehörte. Am 12. September erließ der SS- und Polizeiführer der Operationszone SS-Brigadeführer Karl Brunner den Befehl, alle in Südtirol lebenden Volljuden zu verhaften. In der Nacht vom 15. auf den 16. September 1943 kam es in Meran zu ersten Razzien und Verhaftungen. Geleitet wurden sie vom SS-Untersturmführer und Leiter des SD in Meran Heinrich Andergassen und SS-Obersturmführer Alois Schintlholzer. Unterstützt wurden die Deutschen dabei vom Südtiroler Ordnungsdienst.
Die am 16. September 1943 verhafteten 25 Personen wurden im Keller des damaligen Balilla-Hauses (in den 60er Jahren abgerissen, heute Otto-Huber-Straße 36) eingesperrt und von dort aus am nächsten Tag mit Lastwagen ins Lager Reichenau abtransportiert, was den Beginn der Judendeportationen durch die Nationalsozialisten in Italien darstellte. Dort verblieben sie für etwa sechs Monate, wobei vier der Inhaftierten in Reichenau verstarben. Anfang März 1944 wurden die Übrigen schließlich nach Auschwitz deportiert. Nur eine der damals Verschleppten, Valeska von Hoffmann, überlebte den Holocaust.
Zum Gedenken an die Ermordeten verlegte Gunter Demnig im Mai 2012 in Meran 33 Stolpersteine, kubische Betonwürfel mit einer gravierten Messingplatte, vor den ehemaligen Wohnhäusern der Opfer. Unterstützt wurde er dabei von der jüdischen Kultusgemeinde Merans und von Schülern der Landesberufsschule für das Gastgewerbe Savoy, des Gymme Meran, des italienischen Realgymnasiums Meran und der ITAS Bozen.
2022 wurde kritisiert, dass bei den Meraner Opfern – etwa im Gegensatz zu jenen in Bozen und Auer – „die von Amts wegen italienisierten Vornamen“ verwendet wurden, und eine entsprechende Richtigstellung verlangt.

## Liste der Stolpersteine
Die Spalten der Tabelle sind selbsterklärend. Zusammengefasste Adressen zeigen an, dass mehrere Stolpersteine an einem Ort verlegt wurden. Die Tabelle ist teilweise sortierbar.
| Stolperstein | Übersetzung | Verlegeort                  | Name, Leben |
| ------------ | --- | --------------------------- | --- |
|              | HIER WOHNTE / QUI ABITAVA DAVID APFEL JG. / NATO 1871 DEP. 5.4.1944 FOSSOLI ERMORDET / UCCISO AUSCHWITZ 10.4.1944                                                                       | Steinachplatz 1             | David Apfel (1871–1944) |
|              | HIER WOHNTE / QUI ABITAVA JACOB AUGAPFEL JG. / NATO 1871 DEP. FOSSOLI ERMORDET / UCCISO AUSCHWITZ 30.6.1944                                                                             | Goethestraße 15 (Lage)      | Jacob Augapfel (1871–1944) |
|              | HIER WOHNTE / QUI ABITAVA LODOVICO BALOG JG. / NATO 1869 DEP. 16.9.1943 REICHENAU ERMORDET / UCCISO AUSCHWITZ 7.3.1944                                                                  | Otto-Huber-Straße 2 (Lage)  | Ludovico Balog, geboren am 7. August 1869 in Sajószentpéter, promovierte 1893 an der Universität von Wien. 1894 war er Bauherr des von Pietro Delugan entworfenen Sanatoriums Balog, das er bis 1939 leitete. |
|              | HIER WOHNTE / QUI ABITAVA GELTRUDE BENJAMIN JG. / NATO 1887 DEP. 16.9.1943 REICHENAU ERMORDET / UCCISO AUSCHWITZ 7.3.1944                                                               | Manzonistraße 13            | Geltrude Benjamin (1887–1944) |
|              | HIER WOHNTE / QUI ABITAVA META BENJAMIN SARASON JG. / NATO 1878 DEP. 16.9.1943 REICHENAU ERMORDET / UCCISO AUSCHWITZ 7.3.1944                                                           | Manzonistraße 13 (Lage)     | Meta Benjamin Sarason (1878–1944) |
|              | HIER WOHNTE / QUI ABITAVA GUGLIELMO BREUER JG. / NATO 1871 DEP. 16.9.1943 REICHENAU ERMORDET / UCCISO AUSCHWITZ 7.3.1944                                                                | Meinhardstraße 15           | Guglielmo Breuer (1871–1944) |
|              | HIER WOHNTE / QUI ABITAVA ELENA DE SALVO JG. / NATA 1937 DEP. 16.9.1943 REICHENAU ERMORDET / UCCISA AUSCHWITZ 7.3.1944                                                                  | Steinachgasse 4             | Elena De Salvo (1937–1944) |
|              | HIER WOHNTE / QUI ABITAVA JENNY DIENSTFERTIG VOGEL JG. / NATA 1866 DEP. 16.9.1943 REICHENAU ERMORDET / UCCISA AUSCHWITZ 7.3.1944                                                        | Alfieristraße 9 (Lage)      | Jenny Dienstfertig Vogel (1866–1944) |
|              | HIER WOHNTE / QUI ABITAVA JOHANN DIRLER JG. / NATO 1893 VERHAFTET / ARRESTATO 15.1.1941 DACHAU VERLEGT / TRASFERITO SCHLOSS HARTHEIM ERMORDET / UCCISO AUSCHWITZ 19.1.1942              | Metzgergasse 4              | Ludovico Balog (1893–1942) |
|              | HIER WOHNTE / QUI ABITAVA GIUSEPPINA FREUND BALOG JG. / NATA 1874 DEP. 16.9.1943 REICHENAU ERMORDET / UCCISA DATUM UNBEKANNT IN DATA IGNOTA                                             | Otto-Huber-Straße 2 (Lage)  | Giuseppina Freund Balog, eigentlich Josefine, wurde am 23. Dezember 1874 in Edelény geboren. 1910 heiratete sie Ludwig Balog in Budapest. |
|              | HIER WOHNTE / QUI ABITAVA REGINA GENTILI JG. / NATA 1884 DEP. 16.9.1943 REICHENAU ERMORDET / UCCISA DATUM UNBEKANNT IN DATA IGNOTA                                                      | Otto-Huber-Straße 36 (Lage) | Regina Gentilli (1884–1943/45) |
|              | HIER WOHNTE / QUI ABITAVA DOMENIKUS GENTILI JG. / NATO 1900 VERHAFTET / ARRESTATO 20.12.1944 DACHAU ERMORDET / UCCISO 24.1.1945                                                         | Freiheitsstraße 141 (Lage)  | Domenikus Geschini (1884–1943/45) |
|              | HIER WOHNTE / QUI ABITAVA ENRICO GITTERMANN JG. / NATO 1867 DEP. 16.9.1943 REICHENAU ERMORDET / UCCISO DATUM UNBEKANNT IN DATA IGNOTA                                                   | Plankensteinstraße 4 (Lage) | Enrico Gittermann (1882–1943/45) |
|              | HIER WOHNTE / QUI ABITAVA LEOPOLD GÖTZ JG. / NATO 1919 DEP. 24.9.1944 LAGER BOZEN / BOLZANO ERMORDET / UCCISO DATUM UNBEKANNT IN DATA IGNOTA                                            | Meinhardstraße 15 (Lage)    | Leopold Götz (1919–1944/45) |
|              | HIER WOHNTE / QUI ABITAVA MAURIZIO GÖTZ JG. / NATO 1867 DEP. 16.9.1943 REICHENAU ERMORDET / UCCISO AUSCHWITZ 7.3.1944                                                                   | Meinhardstraße 15 (Lage)    | Maurizio Götz (1867–1944) |
|              | HIER WOHNTE / QUI ABITAVA GIOVANNA GREGORI JG. / NATA 1890 DEP. 16.9.1943 REICHENAU ERMORDET / UCCISA AUSCHWITZ 7.3.1944                                                                | Manzonistraße 11 (Lage)     | Giovanna Gregori (1890–1944) |
|              | HIER WOHNTE / QUI ABITAVA ABRAMO HAMMER JG. / NATO 1868 DEP. 16.9.1943 REICHENAU ERMORDET / UCCISO AUSCHWITZ 7.3.1944                                                                   | Hallergasse 9               | Abramo Hammer (1868–1944) |
|              | HIER WOHNTE / QUI ABITAVA GIUSEPPE ISRAEL HONIG JG. / NATO 1860 DEP. 16.9.1943 REICHENAU ERMORDET / UCCISO DATUM UNBEKANNT IN DATA IGNOTA                                               | Otto-Huber-Straße 3         | Giuseppe Israel Honig (1860–1943/45) |
|              | HIER WOHNTE / QUI ABITAVA LORENZO INAMA JG. / NATO 1897 DEPORTIERT / DEPORTADO LAGER BOZEN / BOLZANO ERMORDET / UCCISO FLOSSENBÜRG 9.3.1945                                             | Steinachgasse 2             | Lorenzo Inama (1897–1945) |
|              | HIER WOHNTE / QUI ABITAVA ANTONIA KURZ HAMMER TAUBE JG. / NATA 1871 DEP. 16.9.1943 REICHENAU ERMORDET / UCCISA AUSCHWITZ 7.3.1944                                                       | Hallergasse 9               | Antonia Kurz Hammer (1871–1944) |
|              | HIER WOHNTE / QUI ABITAVA EMILIO LOEWY JG. / NATO 1878 DEP. 16.9.1943 REICHENAU ERMORDET / UCCISO AUSCHWITZ 7.3.1944                                                                    | Carduccistraße 14           | Emilio Loewy (1878–1944) |
|              | HIER WOHNTE / QUI ABITAVA SIEGFRIDO LOEWY JG. / NATO 1906 DEP. 16.9.1943 REICHENAU ERMORDET / UCCISO DATUM UNBEKANNT IN DATA IGNOTA                                                     | Carduccistraße 14           | Siegfrido Loewy (1906–1943/45) |
|              | HIER WOHNTE / QUI ABITAVA CATERINA RAPAPORT ZADRA JG. / NATA 1897 DEP. 16.9.1943 REICHENAU ERMORDET / UCCISA DATUM UNBEKANNT IN DATA IGNOTA                                             | Plankensteinstraße 4        | Caterina Rapaport Zadra (1897–1943/45) |
|              | HIER WOHNTE / QUI ABITAVA TERESA REICH JG. / NATA 1866 DEP. 16.9.1943 REICHENAU ERMORDET / UCCISA AUSCHWITZ 7.3.1944                                                                    | Romstraße 44 (Lage)         | Teresa Reich wurde 1866 geboren. Der Todesort und das Todesdatum sind nach neueren Erkenntnissen unrichtig angegeben. Teresa Reich starb am 9. November 1943 im Bezirkskrankenhaus in Hall i. Tirol an den Folgen der Schikanen beim Transport und der Behandlung im KZ Reichenau. Ihr Körper wurde dann der Innsbrucker Anatomie übergeben. |
|              | HIER WOHNTE / QUI ABITAVA RICHARD REITSAMER JG. / NATO 1901 VERHAFTET / ARRESTATO 1944 SONDERGERICHT BOZEN / BOLZANO ZUM TODE VERURTEILT CONDANNATO A MORTE ERMORDET / UCCISO 11.7.1944 | Laubengasse 71 (Lage)       | Richard Reitsamer war ein religiös motivierter Kriegsdienstverweigerer. Er wurde 1944 hingerichtet. |
|              | HIER WOHNTE / QUI ABITAVA CATERINA ROBITSCHEK BREUER JG. / NATA 1875 DEP. 16.9.1943 REICHENAU ERMORDET / UCCISA AUSCHWITZ 7.3.1944                                                      | Meinhardstraße 15           | Caterina Robitschek Breuer (1875–1944) |
|              | HIER WOHNTE / QUI ABITAVA EMMA SAPHIR GÖTZ JG. / NATA 1870 DEP. 16.9.1943 REICHENAU ERMORDET / UCCISA AUSCHWITZ 2.2.1944                                                                | Meinhardstraße 15           | Emma Saphir Götz (1870–1944)' |
|              | HIER WOHNTE / QUI ABITAVA FRANCESCA STERN DE SALVO JG. / NATA 1904 DEP. 16.9.1943 REICHENAU ERMORDET / UCCISA DATUM UNBEKANNT IN DATA IGNOTA                                            | Steinachgasse 4             | Francesca Stern De Salvo (1904–1944/45) |
|              | HIER WOHNTE / QUI ABITAVA EDVIGE TAUBER JG. / NATA 1891 DEP. 8.11.1943 FOSSOLI ERMORDET / UCCISA AUSCHWITZ 18.5.1944                                                                    | Galileistraße 38            | Edvige Tauber (1891–1944) |
|              | HIER WOHNTE / QUI ABITAVA ERNESTINA VOGEL JG. / NATA 1898 DEP. 16.9.1943 REICHENAU ERMORDET / UCCISA DATUM UNBEKANNT IN DATA IGNOTA                                                     | Alfieristraße 9             | Ernestina Vogel (1898–1943/44) |
|              | HIER WOHNTE / QUI ABITAVA TERESA WEISS BERMANN JG. / NATA 1895 DEP. 16.9.1943 REICHENAU ERMORDET / UCCISA DATUM UNBEKANNT IN DATA IGNOTA                                                | Ruprechtstraße 2 (Lage)     | Teresa Weiss (1895–1943/45) |
|              | HIER WOHNTE / QUI ABITAVA ANDREAS WILHELM JG. / NATO 1900 VERHAFTET / ARRESTATO 9.10.1944 DACHAU ERMORDET / UCCISO 10.3.1945                                                            | Laubengasse 136–162         | Andreas Wilhelm (1900–1945) |
|              | HIER WOHNTE / QUI ABITAVA CARLOTTA ZIPPER JG. / NATA 1873 DEP. 16.9.1943 REICHENAU ERMORDET / UCCISA AUSCHWITZ 7.3.1944                                                                 | Schafferstraße 19 (Lage)    | Carlotta Zipper (1873–1944) |